# Sydney Football Club (femminile)
Il Sydney Football Club, citato anche come Sydney FC W-League, è una squadra di calcio femminile australiana, sezione femminile dell'omonimo club con sede a Sydney, capitale del Nuovo Galles del Sud.
Istituito nel 2008, è iscritto alla A-League Women, il livello di vertice nella struttura del campionato australiano femminile di calcio, e gioca le partite casalinghe in vari impianti sportivi cittadini tra cui il Sydney Football Stadium.
Nella sua storia sportiva ha conquistato due Premiers, nelle stagioni 2009 e 2010-11 e un secondo posto, stagioni 2013-14, e due Champions, nelle stagioni 2009 e 2012-13, e due secondi posti, stagioni 2010-11 e 2015-16.

## Palmarès

### Competizioni nazionali
- Campionato australiano: 4

2009, 2012-2013, 2018-2019, 2022-2023

## Organico

### Rosa 2022-2023
Rosa, ruoli e numeri di maglia come da sito ufficiale, aggiornati al 26 maggio 2023
| N. |                      | Ruolo | Calciatrice              |
| -- | -------------------- | ----- | ------------------------ |
| 1  | Australia (bandiera) | P     | Jada Whyman              |
| 3  | Australia (bandiera) | D     | Charlotte McLean         |
| 5  | Australia (bandiera) | D     | Kirsty Fenton            |
| 7  | Australia (bandiera) | A     | Teigan Collister         |
| 11 | Australia (bandiera) | D     | Cortnee Vine             |
| 12 | Australia (bandiera) | C     | Natalie Tobin (capitano) |
| 14 | Australia (bandiera) | C     | Abbey Lemon              |
| 17 | Australia (bandiera) | A     | Jynaya Dos Santos        |
| 18 | Australia (bandiera) | C     | Taylor Ray               |

| N. |                      | Ruolo | Calciatrice        |
| -- | -------------------- | ----- | ------------------ |
| 20 | Australia (bandiera) | A     | Princess Ibini     |
| 21 | Australia (bandiera) | A     | Shay Hollman       |
| 22 | Australia (bandiera) | A     | Indiana Dos Santos |
| 23 | Australia (bandiera) | C     | Anika Stajcic      |
| 60 | Australia (bandiera) | P     | Tahlia Franco      |
|    | Australia (bandiera) | D     | Margaux Chauvet    |
|    | Australia (bandiera) | C     | Lucy Johnson       |
|    | Australia (bandiera) | A     | Aideen Keane       |

### Rosa 2019-2020
Rosa, ruoli e numeri di maglia come da sito ufficiale, aggiornati al 24 marzo 2020.
| N. |                        | Ruolo | Calciatrice                                        |
| -- | ---------------------- | ----- | -------------------------------------------------- |
| 1  | Stati Uniti (bandiera) | P     | Aubrey Bledsoe (in prestito dal Washington Spirit) |
| 2  | Australia (bandiera)   | C     | Teresa Polias (capitano)                           |
| 3  | Australia (bandiera)   | A     | Shadeene Evans                                     |
| 4  | Australia (bandiera)   | D     | Elizabeth Ralston                                  |
| 5  | Australia (bandiera)   | D     | Ally Green                                         |
| 7  | Australia (bandiera)   | D     | Ellie Brush                                        |
| 8  | Canada (bandiera)      | A     | Lindsay Agnew                                      |
| 10 | Australia (bandiera)   | C     | Remy Siemsen                                       |
| 11 | Stati Uniti (bandiera) | A     | Sofia Huerta (in prestito dallo Houston Dash)      |
| 12 | Australia (bandiera)   | C     | Natalie Tobin                                      |

| N. |                        | Ruolo | Calciatrice                                      |
| -- | ---------------------- | ----- | ------------------------------------------------ |
| 13 | Stati Uniti (bandiera) | C     | Veronica Latsko (in prestito dallo Houston Dash) |
| 14 | Australia (bandiera)   | D     | Alanna Kennedy                                   |
| 15 | Australia (bandiera)   | C     | Mackenzie Hawkesby                               |
| 16 | Australia (bandiera)   | A     | Julia Vignes                                     |
| 17 | Australia (bandiera)   | D     | Angelique Hristodoulou                           |
| 18 | Australia (bandiera)   | C     | Taylor Ray                                       |
| 19 | Australia (bandiera)   | C     | Amy Sayer                                        |
| 20 | Australia (bandiera)   | A     | Princess Ibini                                   |
| 30 | Australia (bandiera)   | P     | Trudy Burke                                      |